# James Thompson (judoka)
James Thompson (3 de marzo de 1964) es un deportista estadounidense que compitió en judo. Ganó una medalla de bronce en el Campeonato Panamericano de Judo de 1978 en la categoría de –95 kg.

## Palmarés internacional
| Campeonato Panamericano | Campeonato Panamericano  | Campeonato Panamericano | Campeonato Panamericano |
| Año                     | Lugar                    | Medalla                 | Categoría               |
| ----------------------- | ------------------------ | ----------------------- | ----------------------- |
| 1978                    | Buenos Aires (Argentina) | Medalla de bronce       | –95 kg                  |